# Архелай (Спарта)
Вижте пояснителната страница за други значения на Архелай.
Архелай (на старогръцки: Ἀρχέλαος, Archelaos) е в гръцката митология осмият цар на Спарта от династията Агиди през ок. 885 – 825 пр.н.е. По други източници той е седмият цар. Той е син на цар Агесилай I.
Той опустошава Аркадия понеже сключила съюз с Египет. Заедно с Харилай, спартанския съ-цар от династията на Еврипонтидите, той завладява град Айгис и поробва жителите. Според Йероним той управлява 60 години. Неговият наследник на трона е синът му Телекло.